# 이사크 사바

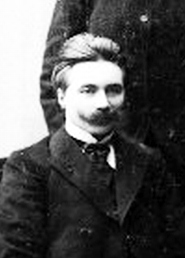
Isak Saba (1906)

이사크 사바(1875년 11월 15일 – 1921년 6월 1일)는 사미어 교사이자, 정치인이다. 노르웨이에서 태어나, 1906년에 노르웨이의 첫 사미인 출신 국회의원이 되었다. 노르웨이 노동당 소속으로 1907년부터 1912년까지 노르웨이 가장 윗쪽에 있는 핀마르크 지역에서 일했다.
사미겨레의 노래(Sámi soga lávlla)라는 곡을 썼으며, 이는 1986년에 사미의 국가로 지정되었다.
이삭 사바의 생일인 11월 15일은 사미인들의 공휴일이다.